# Яковенко, Юрий Павлович
Юрий Павлович Яковенко (укр. Юрій Павлович Яковенко; 3 сентября 1993, Монбельяр, Франция) — украинский футболист, нападающий.

## Биография
Юрий — сын бывшего игрока киевского «Динамо» и сборной СССР Павла Яковенко. Его старший брат Александр — также футболист.
С 2010 по 2012 год играл за молодёжный, дублирующий так и основной составы клуба «Оболонь» Киев.
Играл в матчах юношеских сборных команд Украины U-16, U-17, U-18, U-19. В составе сборной команды Украины U-21 под руководством главного тренера Сергея Ковальца принимал участие в турнире «Кубок Содружества» 2013 года. На турнире забил четыре гола, а также был признан лучшим футболистом в номинации «Лучший нападающий турнира».
В конце сентября 2013 года перешёл во французский «Аяччо», который выступал в Лиге 1. Не сумев закрепиться в основном составе, летом 2014 года перешёл в кипрский «Анортосис».
В августе 2017 года подписал годовой контракт с датским клубом Суперлиги «Эсбьерг». В декабре 2021 года покинул клуб на правах свободного агента.
24 февраля подписал годовой контракт с клуб норвежского Элитсерии «Хамаркамератене». 30 сентября 2022 года покинул клуб.

## Достижения
- Серебряный призёр «Кубка Содружества» 2013 года[8].
- Лучший нападающий «Кубка Содружества» 2013 года[9].